# 動物解放戦線
動物解放戦線（Animal Liberation Front、ALF）とは、動物の権利を提唱する過激派組織。
動物の犠牲の上に成り立つ産業（牧場、動物販売店、動物実験を行う医学研究所、毛皮洋品店等）に対する破壊行為などの直接行動も辞さない姿勢から多くの場合テロ組織、或いは反政府組織（レジスタンス）と見做されている。アメリカのALF支部は「我々は誰も死なせた事はない」とテロリストとして扱われる事に反論する声明を出しているが、同時に「動物解放に必要であればどのような手段でも行う」とも声明している。
1976年、イギリス狩猟妨害協会の設立者である環境主義者ロニー・リーによって創設されたが、リー自身が語るように中央組織や明確な指揮系統がある訳ではなく、運動に賛同する支持者の緩やかな連帯や自発的協力によって成り立っている。指導者なき抵抗組織の典型であり、40カ国以上で支部や協力組織の存在が確認されているにもかかわらず、アナーキズム的な個人行動を基本としている為に実態の把握が困難となっている。2010年、ALFはイギリス支部の声明を通じて以下のように述べている。「我々ALFには誰も潜入もできないし、内部工作もできないし、阻止もできない。誰もがALFであり得るのだから」。
2005年、アメリカ合衆国での対テロ問題を担当する国土安全保障省はALFをテロリズムに関する報告書に記載している。2007年、イギリス警察機構（ACPO）直属の国内テロ対策組織であるNETCU（en）の監視団体に指定されている。2008年、非合法政治団体を監視する非営利団体であるSPLCは動物実験を行う企業に対する破壊活動を行った非合法団体ストップ・ハンティンドン・アニマル・クルエルティとの関連を指摘し、「彼らは死者が発生する重犯罪は行っていない」と擁護した上で「一種のテロリズム的な戦略を用いている」と指摘した。

## 概要
動物解放戦線が関与していると考えられる非合法活動の例として、食肉・鮮魚店、食肉処理場、毛皮専門店、サーカス、動物園、牧場、畜産場、大学、製薬会社等の施設への放火、爆破、窃盗、略奪等の破壊活動及びそれら施設の従業員とその家族、近隣住民への脅迫、中傷、暴行、傷害などがあげられる。
彼らは公の方針において「人も動物も絶対に傷つけてはならない」としており、公式には人間を含む動物に対する殺傷行為を否定しているが、実際には動物解放戦線による誘拐、暴行、傷害事件が発生しており、付近で起こった破壊活動に巻き込まれる者も多い。
企業の施設とその従業員、株主、取引先、近隣住民への攻撃により採算ラインを超える警備コストをかけさせることを目的とした経済テロを標榜している。
発足した当時は組織であったが今は組織化されていない。
思想的同調者が動物解放戦線を名乗ることを制限しておらず、直接的な指揮命令系統も存在しないため組織の実態は不明確であるが、主に北ヨーロッパとアメリカで活動している。
米国の動物権利派弁護士であるShannon Keithが制作したドキュメンタリー「動物解放戦線～覆面の裏側～(Animal Liberation Front -Behind the Mask-)」において取り上げられた事もあり、作中には俳優ケヴィン・ジョナスが登場する。
Goldfinger、Conflictらミュージシャンはアニマルライツ(生きる権利)を提唱・支持しており、ConflictやCrassらは関連するベネフィットアルバム、This is the A.L.F.をリリースしている。
動物権利活動家(Animal Rights activist)の中には、動物解放戦線の過激で反社会的な活動にもかかわらずそれを支持するものも少なくない。
またThe North American Animal Liberation Press Office、ALF SG等のサポート団体がある。

## 他の組織との関係
動物解放戦線はイギリスとアメリカではテロ組織として認定されている。
類似のテロ活動を行う団体には地球解放戦線(ELF;Earth Liberation Front)、ストップ・ハンティンドン・アニマル・クルエルティ(SHAC;Stop Huntingdon Animal Cruelty）などが存在し、連携あるいは同じ者が声明を使い分けていると目されている。
世界最大規模の動物の権利擁護団体である動物の倫理的扱いを求める人々の会(PETA;People for the Ethical Treatment of Animals)は動物解放戦線との一切の関与を否定しているものの、同団体が動物解放戦線の資金源となっているとする指摘がなされている。合法的な活動を行う支持者・団体も存在するため、実行犯の特定が難しく、各国の捜査は難航している。

## 主な事件
- 1998年10月19日　ベイルスキー場放火事件（アメリカ）
アメリカコロラド州ベイルのベイル山スキー場の施設（スキーリフト、レストラン、多目的ビル）が放火された事件。事件後地球解放戦線の犯行声明が報道機関に送られた。被害金額およそ1200万ドル。主犯格の男には懲役156ヶ月が宣告された。
- 1999年10月28日　グラハム・ホール誘拐事件（イギリス）
テレビ局チャンネル4のディレクターグラハム・ホール（Graham Hall）が動物解放戦線に誘拐、拷問され背中に「ALF」の焼印をつけられた。
- 2001年5月21日　ワシントン大学放火事件（アメリカ）
ワシントン州シアトルのワシントン大学都市園芸センターで焼夷爆弾が爆発。動物解放戦線のメンバーが逮捕された。被害金額は700万ドル以上。
- 2003年8月22日 サンガブリエルバレーSUV放火事件（アメリカ）
カリフォルニア州ロサンゼルス郡サンガブリエルバレー地区の複数の自動車販売店が焼夷爆弾より放火され、125台のSUVが破壊された事件。実行犯に100ヶ月の懲役と350万ドルの賠償が課された。
- 2003年8月28日　キロン社爆破事件（アメリカ）
カリフォルニア州エメリービルの製薬会社キロン社(Chiron corporation)でパイプ爆弾が爆発。動物解放戦線が犯行声明を出した。
- 2003年9月26日　シャクリー社爆破事件（アメリカ）
カリフォルニア州プレザントンの製薬会社シャクリー社(Shaklee corporation)の事務所でパイプ爆弾が爆発。動物解放戦線が犯行声明を出した。
- 2006年6月30日　ロスコマレロード住宅放火未遂事件（アメリカ）
カリフォルニア州ロスコマレロードの住宅で焼夷爆弾が発見された。付近に動物解放戦線から脅迫を受けていた大学教授の家があり、誤って標的にされたと見られる。
- 2008年3月3日　ウッディンビル住宅放火事件（アメリカ）
ワシントン州ウッディンビルで分譲中の住宅が放火され3棟の建物が全焼。被害金額はおよそ700万ドル。現場付近に地球解放戦線の犯行声明が残されていた。